# العلاقات المغربية المولدوفية
العلاقات المغربية المولدوفية هي العلاقات الثنائية التي تجمع بين المغرب ومولدوفا.

## موقف مولدوفا بشأن قضية الصحراء
عرفت العلاقات الثنائية بين المغرب والجمهورية المولدوفية تطورا ملحوظا في الآونة الأخيرة، وهو ما جعل من هذه الأخيرة تعلن في العاصمة كيشيناو، دعمها الكامل لمخطط الحكم الذاتي الذي تقدم به المغرب لحل النزاع الإقليمي حول قضية الصحراء، واصفة إياه بالأساس الأكثر جدية ومصداقية للتوصل إلى حل نهائي لهذا الخلاف.

## مقارنة بين البلدين
هذه مقارنة عامة ومرجعية للدولتين:
| وجه المقارنة                                              | المغرب                                 | مولدوفا                           |
| --------------------------------------------------------- | -------------------------------------- | --------------------------------- |
| المساحة (كم2)                                             | 710.85 ألف                             | 33.85 ألف                         |
| عدد السكان (نسمة)                                         | 36.07 مليون                            | 2.55 مليون                        |
| الكثافة السكانية (ن./كم²)                                 | 50.74                                  | 75.33                             |
| العاصمة                                                   | الرباط                                 | كيشيناو                           |
| اللغة الرسمية                                             | اللغة العربية، أمازيغية معيارية مغربية | اللغة المولدوفية، اللغة الرومانية |
| العملة                                                    | درهم مغربي                             | ليو مولدوفي                       |
| الناتج المحلي الإجمالي (بليون دولار)                      | 109.14 مليار                           | 8.13 مليار                        |
| الناتج المحلي الإجمالي (تعادل القوة الشرائية) بليون دولار | 274.06 مليار                           | 17.94 مليار                       |
| الناتج المحلي الإجمالي الاسمي للفرد دولار أمريكي          | 2.88 ألف                               | 3.65 ألف                          |
| الناتج المحلي الإجمالي للفرد دولار أمريكي                 | 7.49 ألف                               | 4.98 ألف                          |
| مؤشر التنمية البشرية                                      | 0.628                                  | 0.693                             |
| رمز المكالمات الدولي                                      | +212                                   | +373                              |
| رمز الإنترنت                                              | .ma                                    | .md                               |
| المنطقة الزمنية                                           | ت ع م+01:00                            | ت ع م+02:00، ت ع م+03:00          |

## منظمات دولية مشتركة
يشترك البلدان في عضوية مجموعة من المنظمات الدولية، منها:
| علم المنظمة | اسم المنظمة                               | تاريخ انضمام المغرب | تاريخ انضمام مولدوفا |
| ----------- | ----------------------------------------- | ------------------- | -------------------- |
|             | مؤسسة التنمية الدولية                     | 29 ديسمبر 1960      | 14 يونيو 1994        |
|             | يونسكو                                    | 7 نوفمبر 1956       | 27 مايو 1992         |
|             | وكالة ضمان الاستثمار متعدد الأطراف        | 17 سبتمبر 1992      | 9 يونيو 1993         |
|             | الأمم المتحدة                             | 12 نوفمبر 1956      | 2 مارس 1992          |
|             | الفريق المعني برصد الأرض                  | ?                   | ?                    |
|             | الاتحاد البريدي العالمي                   | ?                   | ?                    |
|             | البنك الدولي للإنشاء والتعمير             | 25 أبريل 1958       | 12 أغسطس 1992        |
|             | الاتحاد الدولي للاتصالات                  | 1 نوفمبر 1956       | 20 أكتوبر 1992       |
|             | منظمة حظر الأسلحة الكيميائية              | ?                   | ?                    |
|             | مؤسسة التمويل الدولية                     | 30 أغسطس 1962       | 10 مارس 1995         |
|             | المركز الدولي لتسوية المنازعات الاستشارية | 10 يونيو 1967       | 4 يونيو 2011         |
|             | منظمة التجارة العالمية                    | 1995                | ?                    |
|             | منظمة الشرطة الجنائية الدولية             | ?                   | ?                    |

## وصلات خارجية
- موقع وزارة الخارجية المغربية
- موقع وزارة الخارجية المولدوفية